# 東映剣会
東映剣会（とうえい つるぎかい）は、東映京都撮影所所属の殺陣（技斗・擬斗・擬闘とも）俳優専門のチーム（エキストラの一）である。

## 歴史
1952年、東映京都撮影所の殺陣師・足立伶二郎が、殺陣俳優の育成と、殺陣技術の向上・発展を目的に設立した。以来、東映京都撮影所が制作する時代劇映画を中心として、様々な一流映画俳優の助演を展開し、一時期は100人を超えるメンバーがここを巣立っていった。
表彰歴も多数あり、1961年にはブルーリボン賞・技術賞、2004年には京都映画功労賞、2014年にもジャパンアクションアワード・特別アクション功労賞を受賞したことがある。
2021年には創設70周年記念公演が京都府立文化芸術会館にて盛大に挙行された。
2025年に第34回日本映画批評家大賞 松永文庫賞（特別賞）を受賞した。

## 現会員
殺陣師
- 清家 三彦
- 清家 一斗

会員
- 潮田 由香里
- 大脇 あかね
- 木村 康志
- 佐々木 郷
- 柴田 善行
- 杉本 悠太朗
- 田井 克幸
- 高橋 弘志
- 中村 彩実
- 西山 清孝
- 野村 昌嗣
- 浜田 隆広
- 堀田 貴裕
- 本山 力
- 山口 幸晴